# Route 102 (Ontario)
Pour les articles homonymes, voir Route 102.
La route 102 est une route provinciale de l'Ontario, située dans le nord-ouest de la province, au nord-ouest de Thunder Bay. Elle possède une longueur de 33 kilomètres.

## Description du Tracé
La route 102 agit comme route alternative de la Route Transcanadienne, car les 2 extrémités de la route sont sur la route transcanadienne, la route 102 passant plus au nord.
La route 102 commence à Sistonens Corners, sur la route transcanadienne (routes 11 et 17), en direction de Dryden et de Kenora. Elle traverse ensuite une vallée dans un paysage typique du nord-ontarien, dans la forêt boréale. Après avoir croisé la Route 589, elle passe abruptement de la forêt à l'urbanisation, traversant le quartier North Mcintyre du nord-ouest de Thunder Bay. Elle est nommée Dawson Rd. dans cette section.
La 102 se termine finalement sur la route transcanadienne également (routes 11 et 17), en direction de Nipigon, Sault Ste. Marie et Kapuskasing. La 102 se  poursuit en tant que Red River Rd. vers le centre-ville de Thunder Bay.